# Hatice Aslan
Hatice Aslan, née en 1962 à Sivas en Turquie, est une actrice turque.
Elle a joué dans Les Trois Singes de Nuri Bilge Ceylan et a reçu le prix de la meilleure actrice au Festival international du film RiverRun en 2008.

## Filmographie partielle
- 2008 : Les Trois Singes (Üç maymun)  de Nuri Bilge Ceylan.

Lale devri: zumurut taskiran 2012